# Östasiatiska mästerskapet i fotboll 2017
Östasiatiska mästerskapet i fotboll 2017 var det sjunde östasiatiska mästerskapet och avgjordes mellan 9 och 16 december 2017 i Japan. Turneringen vanns av Sydkorea före Japan.

## Kvalspel
Japan, Kina och Sydkorea var direktkvalificerade för huvudturneringen. Övriga lag fick kvala om den fjärde- och sistaplatsen, Hongkong, Guam, Nordkorea gick in i andra kvalomgången, medan Kinesiska Taipei, Macao, Mongoliet och Nordmarianerna fick börja i första kvalomgången.

## Gruppspel

### Tabell
| Nr | Lag       | S | V | O | F | GM | IM | MS | P |
| -- | --------- | - | - | - | - | -- | -- | -- | - |
| 1  | Sydkorea  | 3 | 2 | 1 | 0 | 7  | 3  | +4 | 7 |
| 2  | Japan     | 3 | 2 | 0 | 1 | 4  | 5  | −1 | 6 |
| 3  | Kina      | 3 | 0 | 2 | 1 | 4  | 5  | −1 | 2 |
| 4  | Nordkorea | 3 | 0 | 1 | 2 | 1  | 3  | −2 | 1 |

### Matcher
| 1           | 9 december 2017 | Sydkorea                           | 2 – 2           | Kina                       | Ajinomoto Stadium                                   |                                                     |
| 16:30 UTC+9 | 16:30 UTC+9     | Kim Shin-wook 12′ Lee Jae-sung 19′ | (2 – 1) Rapport | 9′ Wei Shihao 76′ Yu Dabao | Chōfu Publik: 9 103 Domare: Khamis Al-Marri (Qatar) | Chōfu Publik: 9 103 Domare: Khamis Al-Marri (Qatar) |
| 16:30 UTC+9 | 16:30 UTC+9     |                                    |                 |                            | Chōfu Publik: 9 103 Domare: Khamis Al-Marri (Qatar) | Chōfu Publik: 9 103 Domare: Khamis Al-Marri (Qatar) |
| 16:30 UTC+9 | 16:30 UTC+9     |                                    |                 |                            | Chōfu Publik: 9 103 Domare: Khamis Al-Marri (Qatar) | Chōfu Publik: 9 103 Domare: Khamis Al-Marri (Qatar) |

| 2           | 9 december 2017 | Japan                 | 1 – 0           | Nordkorea | Ajinomoto Stadium                                     |                                                       |
| 19:15 UTC+9 | 19:15 UTC+9     | Yosuke Ideguchi 90+3′ | (0 – 0) Rapport |           | Chōfu Publik: 20 806 Domare: Chris Beath (Australien) | Chōfu Publik: 20 806 Domare: Chris Beath (Australien) |
| 19:15 UTC+9 | 19:15 UTC+9     |                       |                 |           | Chōfu Publik: 20 806 Domare: Chris Beath (Australien) | Chōfu Publik: 20 806 Domare: Chris Beath (Australien) |
| 19:15 UTC+9 | 19:15 UTC+9     |                       |                 |           | Chōfu Publik: 20 806 Domare: Chris Beath (Australien) | Chōfu Publik: 20 806 Domare: Chris Beath (Australien) |

| 3           | 12 december 2017 | Nordkorea | 0 – 1           | Sydkorea                | Ajinomoto Stadium                                              |                                                                |
| 16:30 UTC+9 | 16:30 UTC+9      |           | (0 – 0) Rapport | 64′ (sjm.) Ri Yong-chol | Chōfu Publik: 5 477 Domare: Hettikamkanamge Perera (Sri Lanka) | Chōfu Publik: 5 477 Domare: Hettikamkanamge Perera (Sri Lanka) |
| 16:30 UTC+9 | 16:30 UTC+9      |           |                 |                         | Chōfu Publik: 5 477 Domare: Hettikamkanamge Perera (Sri Lanka) | Chōfu Publik: 5 477 Domare: Hettikamkanamge Perera (Sri Lanka) |
| 16:30 UTC+9 | 16:30 UTC+9      |           |                 |                         | Chōfu Publik: 5 477 Domare: Hettikamkanamge Perera (Sri Lanka) | Chōfu Publik: 5 477 Domare: Hettikamkanamge Perera (Sri Lanka) |

| 4           | 12 december 2017 | Japan                          | 2 – 1           | Kina                  | Ajinomoto Stadium                                                           |                                                                             |
| 19:15 UTC+9 | 19:15 UTC+9      | Yu Kobayashi 84′ Gen Shōji 88′ | (0 – 0) Rapport | 90+3′ (str.) Yu Dabao | Chōfu Publik: 17 220 Domare: Muhammad Taqi Aljaafari Bin Jahari (Singapore) | Chōfu Publik: 17 220 Domare: Muhammad Taqi Aljaafari Bin Jahari (Singapore) |
| 19:15 UTC+9 | 19:15 UTC+9      |                                |                 |                       | Chōfu Publik: 17 220 Domare: Muhammad Taqi Aljaafari Bin Jahari (Singapore) | Chōfu Publik: 17 220 Domare: Muhammad Taqi Aljaafari Bin Jahari (Singapore) |
| 19:15 UTC+9 | 19:15 UTC+9      |                                |                 |                       | Chōfu Publik: 17 220 Domare: Muhammad Taqi Aljaafari Bin Jahari (Singapore) | Chōfu Publik: 17 220 Domare: Muhammad Taqi Aljaafari Bin Jahari (Singapore) |

| 5           | 16 december 2017 | Kina           | 1 – 1           | Nordkorea        | Ajinomoto Stadium                                            |                                                              |
| 16:30 UTC+9 | 16:30 UTC+9      | Wei Shihao 28′ | (1 – 0) Rapport | 81′ Jong Il-gwan | Chōfu Publik: 18 272 Domare: Valentin Kovalenko (Uzbekistan) | Chōfu Publik: 18 272 Domare: Valentin Kovalenko (Uzbekistan) |
| 16:30 UTC+9 | 16:30 UTC+9      |                |                 |                  | Chōfu Publik: 18 272 Domare: Valentin Kovalenko (Uzbekistan) | Chōfu Publik: 18 272 Domare: Valentin Kovalenko (Uzbekistan) |
| 16:30 UTC+9 | 16:30 UTC+9      |                |                 |                  | Chōfu Publik: 18 272 Domare: Valentin Kovalenko (Uzbekistan) | Chōfu Publik: 18 272 Domare: Valentin Kovalenko (Uzbekistan) |

| 6           | 16 december 2017 | Japan                   | 1 – 4           | Sydkorea                                                  | Ajinomoto Stadium                                     |                                                       |
| 19:15 UTC+9 | 19:15 UTC+9      | Yu Kobayashii 3′ (str.) | (1 – 2) Rapport | 13′, 35′ Kim Shin-wook 23′ Jung Woo-young 69′ Yeom Ki-hun | Chōfu Publik: 36 645 Domare: Chris Beath (Australien) | Chōfu Publik: 36 645 Domare: Chris Beath (Australien) |
| 19:15 UTC+9 | 19:15 UTC+9      |                         |                 |                                                           | Chōfu Publik: 36 645 Domare: Chris Beath (Australien) | Chōfu Publik: 36 645 Domare: Chris Beath (Australien) |
| 19:15 UTC+9 | 19:15 UTC+9      |                         |                 |                                                           | Chōfu Publik: 36 645 Domare: Chris Beath (Australien) | Chōfu Publik: 36 645 Domare: Chris Beath (Australien) |

## Sammanställning
| Nr | Lag              | S | V | O | F | GM | IM | MS  | P  |
| -- | ---------------- | - | - | - | - | -- | -- | --- | -- |
| 1  | Sydkorea         | 3 | 2 | 1 | 0 | 7  | 3  | +4  | 7  |
| 2  | Japan            | 3 | 2 | 0 | 1 | 4  | 5  | −1  | 6  |
| 3  | Kina             | 3 | 0 | 2 | 1 | 4  | 5  | −1  | 2  |
| 4  | Nordkorea        | 6 | 3 | 1 | 2 | 6  | 3  | +3  | 10 |
| 5  | Hongkong         | 3 | 2 | 0 | 1 | 7  | 5  | +2  | 6  |
| 6  | Kinesiska Taipei | 6 | 4 | 0 | 2 | 17 | 9  | +8  | 12 |
| 7  | Guam             | 3 | 0 | 0 | 3 | 2  | 7  | −5  | 0  |
| 8  | Mongoliet        | 3 | 1 | 1 | 1 | 10 | 4  | +6  | 4  |
| 9  | Macao            | 3 | 1 | 1 | 1 | 7  | 6  | +1  | 4  |
| 10 | Nordmarianerna   | 3 | 0 | 0 | 3 | 2  | 19 | −17 | 0  |